# 팰름시스트 (행성과학)

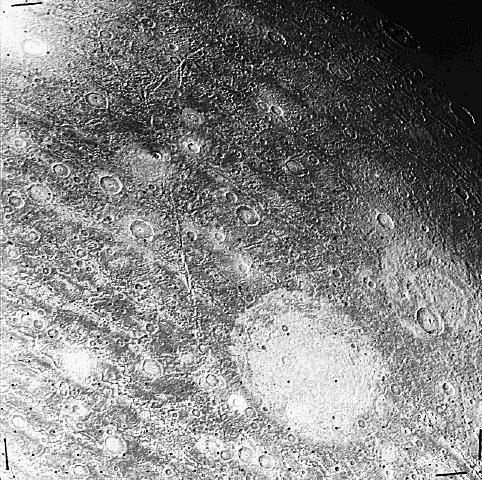
보이저 2호가 촬영한 가니메데의 멤피스 백반 사진.(오른쪽 아래)

행성과학에서 팰름시스트(palimpsest)는 고대의 외행성에 존재한 얼음 위성의 충돌구이다. 이후 부조가 얼음 표면에서 천천히 움직이며 사라지거나(viscous relaxation), 얼음화산의 분출로 인해 사라지며 이 흔적은 테두리에 "유령"처럼 원형의 알베도가 높은 구조를 가지고 있다. 칼리스토나 가니메데 같은 자연 위성의 얼음 표면에서는 이렇게 보존되어 있는 팰름시스트를 볼 수 있다. 대표적인 예로는 가니메데에 있는 350km 길이의 멤피스 백반이다.

## 같이 보기
- 팰름시스트 (지리학)
- 팰름시스트 (동음이의)
- 수성의 유령 충돌구